# TGV 2N2

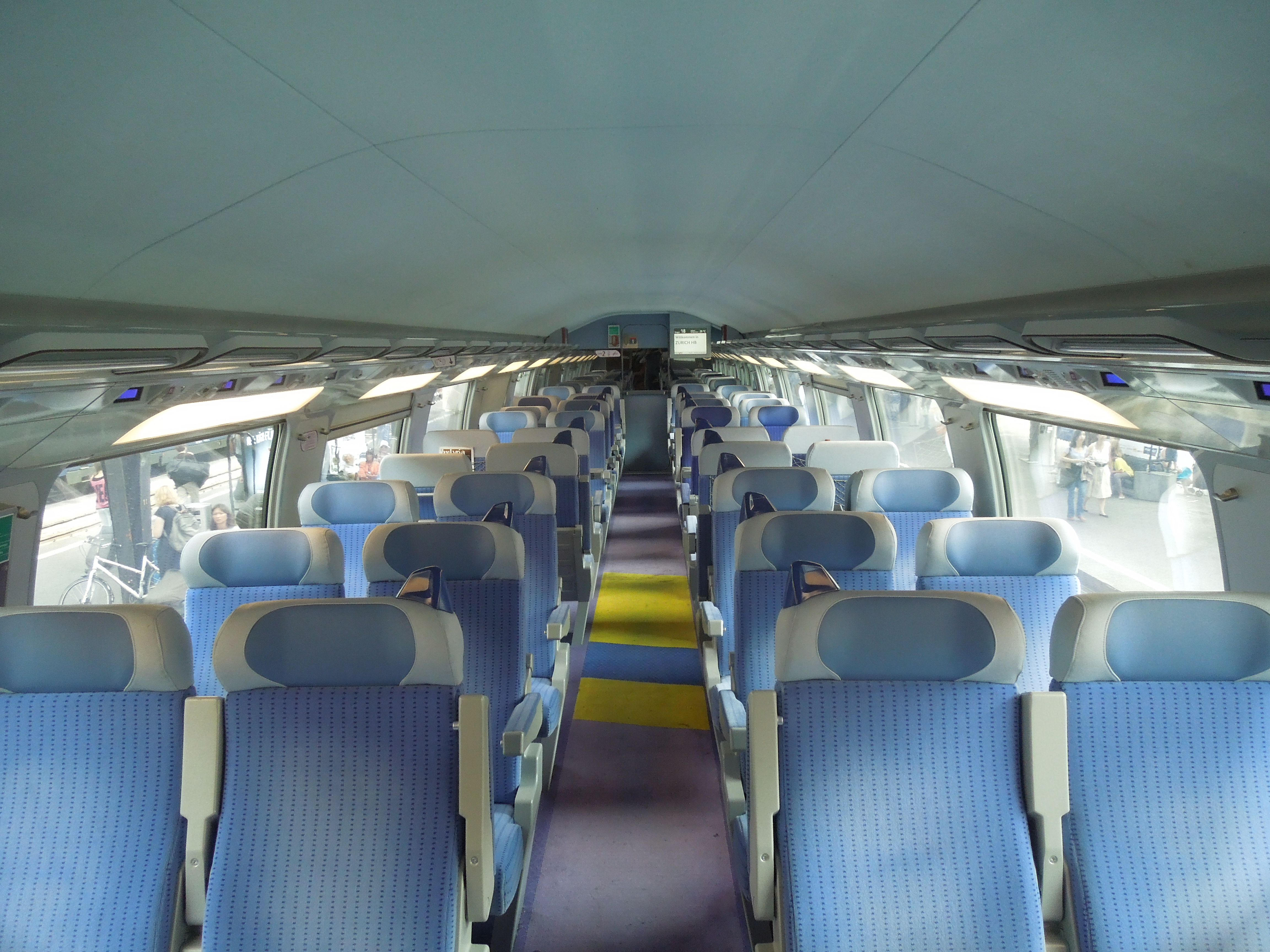
A motorvonat utastere

Az SNCF TGV 2N2 egy TGV nagysebességű emeletes motorvonat, a TGV Duplex továbbfejlesztett változata. Összesen 55 + 1 tartalék szerelvényt gyártott belőle az Alstom 2011 és 2014 között az SNCF számára, 30 db elsősorban a nemzetközi-, 25 pedig a belföldi nagysebességű forgalomhoz készült. Ezen kívül Marokkó is vásárolt a vonatokból 14 szerelvényt Afrika első nagysebességű vasútvonalára.
A szerződés tartalmazott egy 40 szerelvényről szóló opciót is, melyet az SNCF lehívott. Ezek a vonatok 2015-ig álltak forgalomba.
A vonatok egy része kétáramnemű (1,5 kV DC és 25 kV 50 Hz AC), egy részük pedig három áramnemű (1,5 kV DC, 15 kV AC és 25 kV AC). A szerződés tartalmaz további 40 motorvonatra szóló opciót is. Az SNCF 2012 február 17-én bejelentette, hogy igényt tart az opcióra is, melyekkel részben pótolja majd 2016-ban a TGV Atlantique vonatokat.

## Fejlesztések
A motorvonatok a TGV Duplextől az alábbiakban térnek el:
- Nagyobb űrszelvény, ezáltal a felső rész tágasabb lett,
- Elektronikus viszonylatjelzők a kocsik oldalán,
- Több vészkijárat,
- Akadálymentesített belső tér a mozgássérültek számára.

## TGV Océane
A második sorozatként gyártott TGV Océane szerelvények nagyrészt megegyeznek a TGV 2N2 sorozattal, de kizárólag belföldi forgalomra készültek, emiatt hiányzik belőlük a 15 kV váltakozó áram. Az új szerelvények elsősorban a 2017 július 2-án megnyílt LGV Sud Europe Atlantique nagysebességű vasútvonalra kerültek.

## Export
A marokkói Tanger–Kenitra nagysebességű vasútvonalra az ONCF szintén ilyen TGV 2N2 motorvonatokat rendelt, összesen 15 szerelvényt.

## Képgaléria

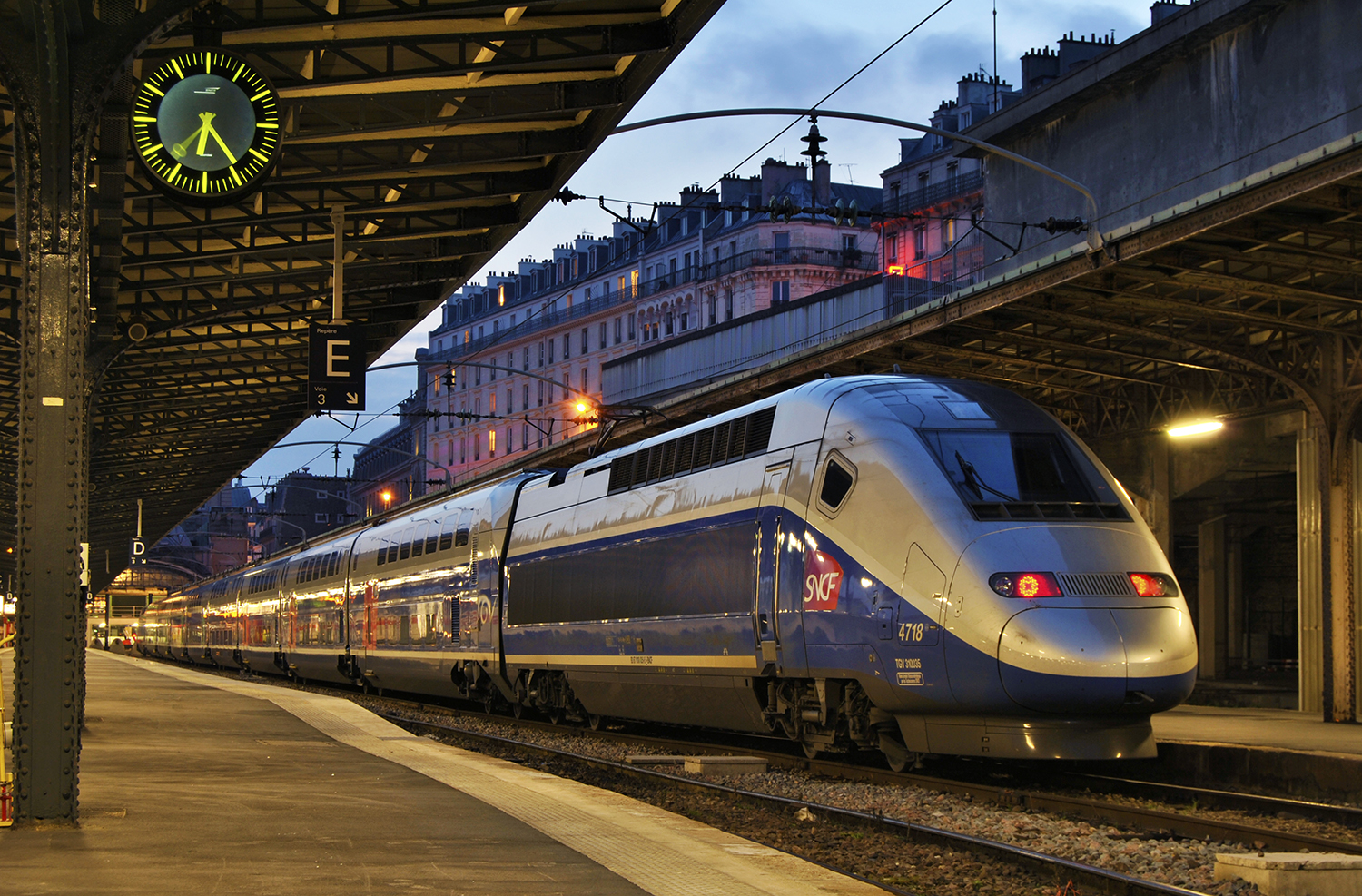
Egy TGV 2N2 szerelvény Paris Gare de l’Est állomáson
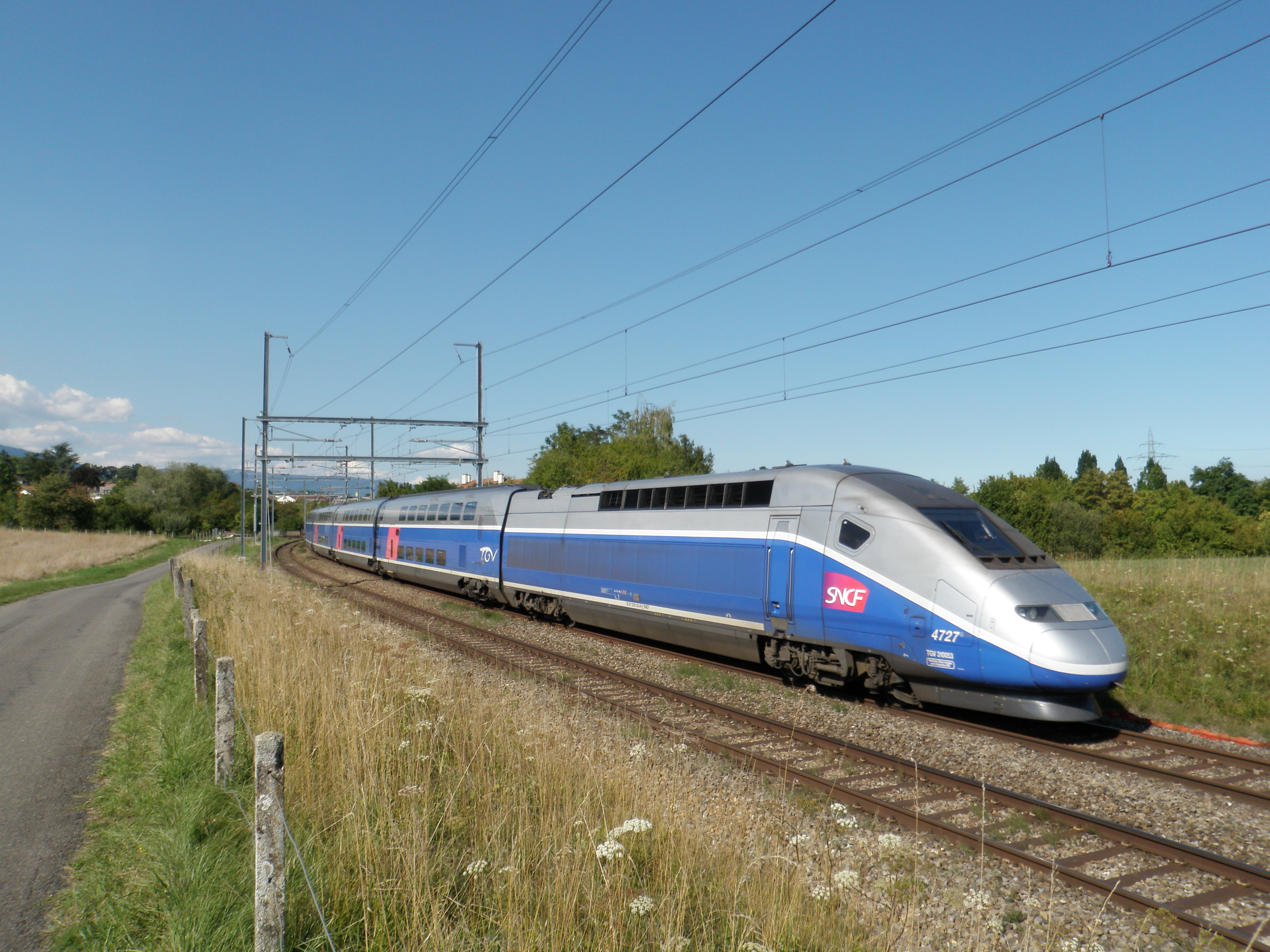
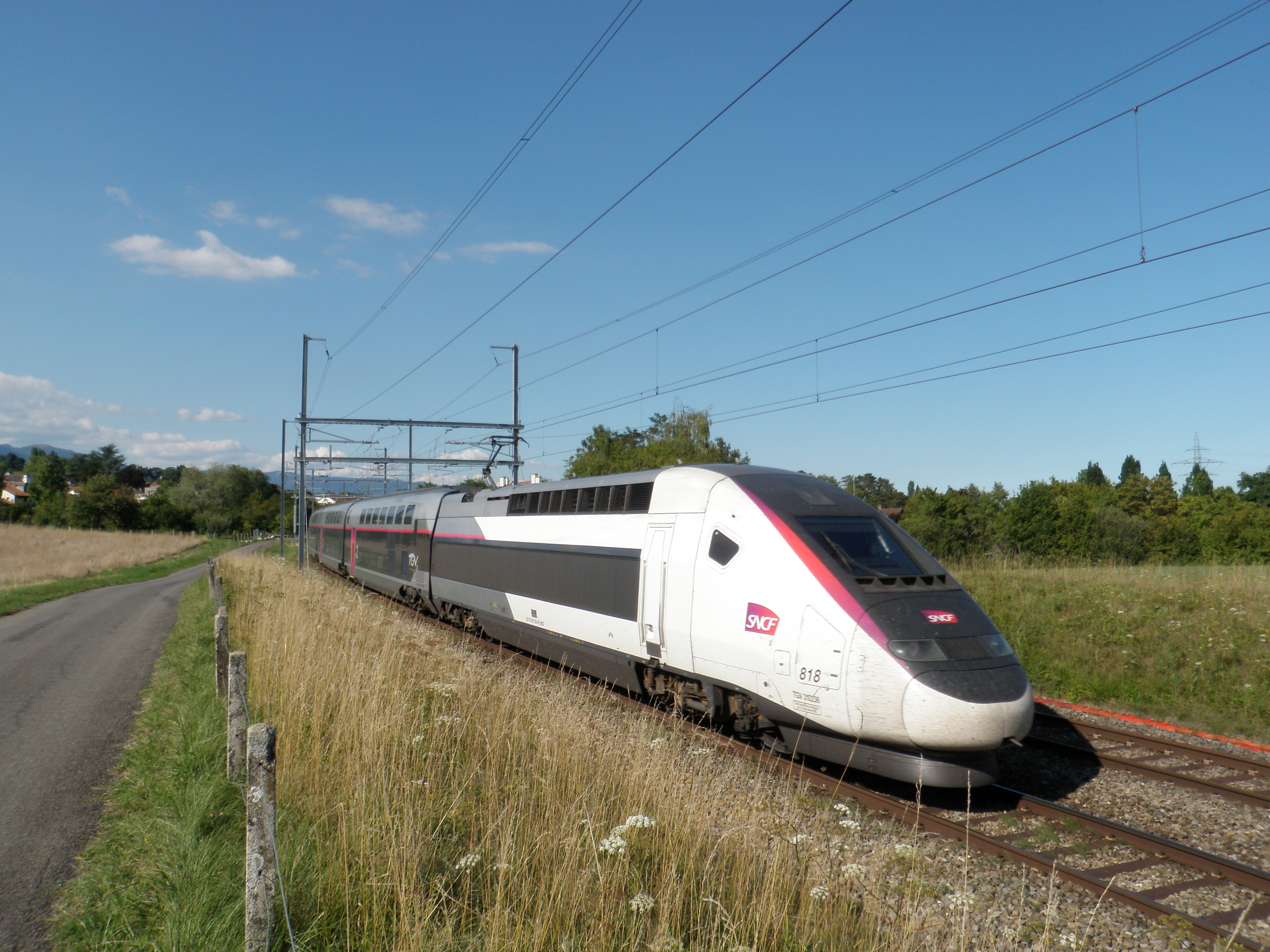
TGV 2N2 szerelvény már az új színterv szerint fényezve
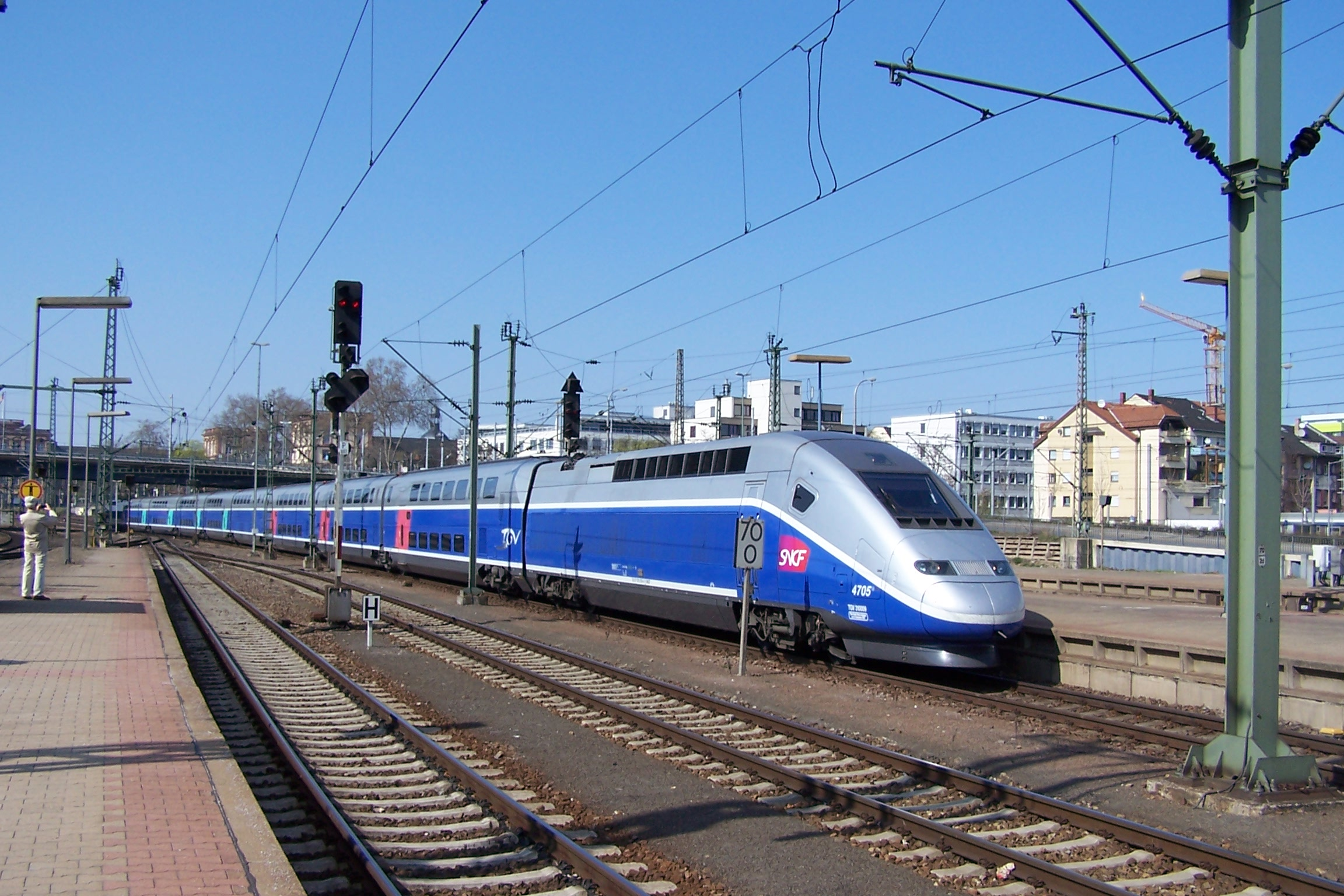
TGV 2N2 szerelvény Mannheim Hauptbahnhof állomáson Németországban
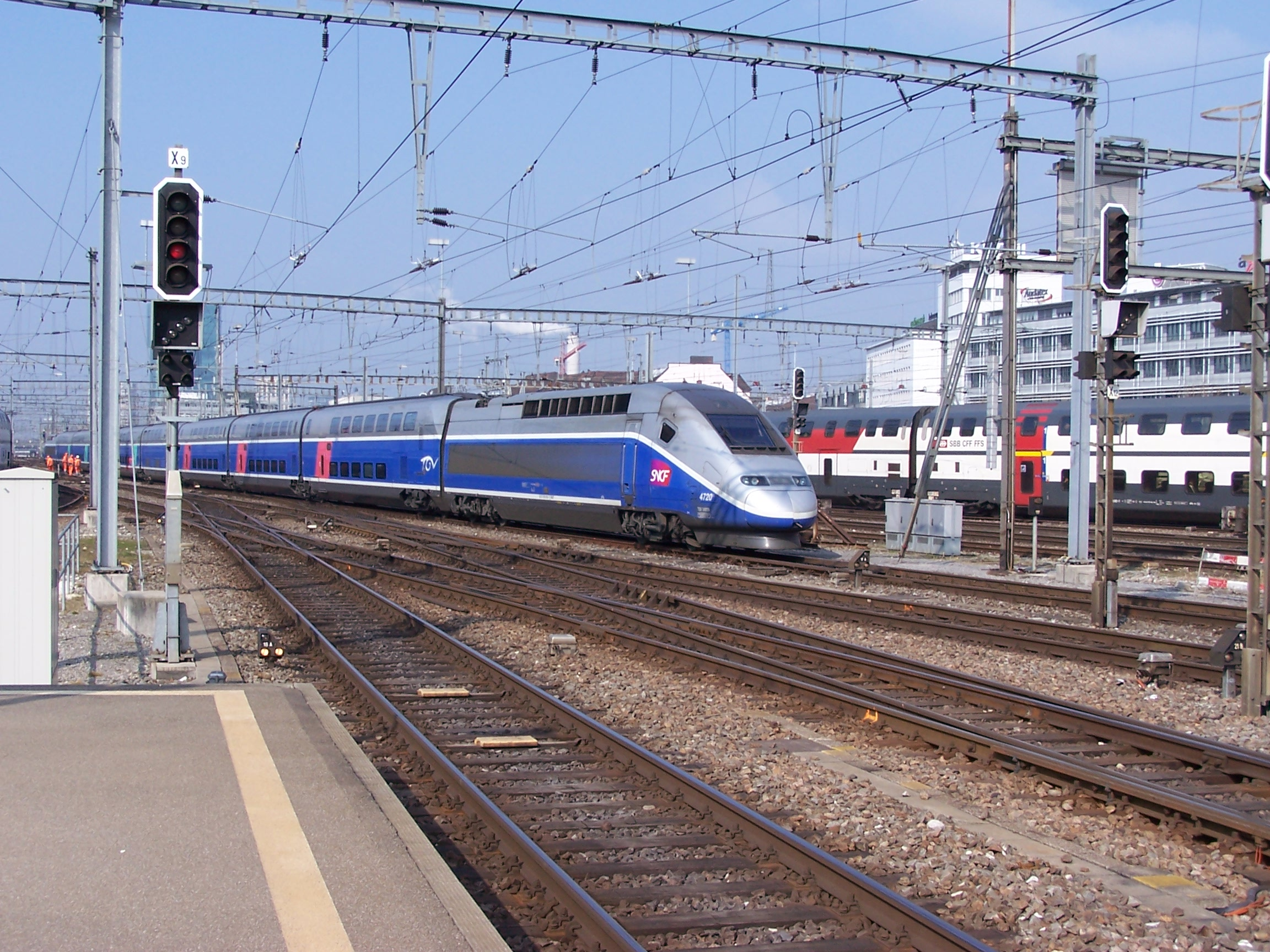
TGV 2N2 szerelvény a Zürichi főpályaudvaron